# 虫酰肼
虫酰肼是一种杀虫剂，分子式C22H28N2O2，可作为昆虫蜕皮激素蜕皮酮的受体蜕皮激素受体（EcR）的激动剂。